# Hogyan legyünk szinglik?
A Hogyan legyünk szinglik? (eredeti cím: How to Be Single) 2016-ban bemutatott amerikai romantikus filmvígjáték, amelyet Christian Ditter rendezett.A főbb szerepekben Dakota Johnson, Rebel Wilson, Alison Brie, Leslie Mann látható.
Amerikában 2016. február 12-én, Magyarországon 2016. február 11-én mutatták be a mozikban.

## Cselekmény
Alice ideiglenesen szakít egyetemi barátjával, Josh-sal és New Yorkba költözik, hogy ügyvédi asszisztensként a nővérével, Meggel, egy szülész-nőgyógyásszal éljen, akit nem érdekel a gyermekvállalás vagy a kapcsolat. Alice összebarátkozik a vad ausztrál munkatársával, Robinnal, aki élvezi a bulizást és az egyéjszakás kalandokat és a helyi csapos Tommal, aki felkarolja az agglegény életmódot, és több nővel is összejön, köztük Alice-szel. Tom a bárjában találkozik Lucyval, amikor a lány ingyen használja az internetet; a lány elmagyarázza, hogy különböző társkereső oldalak segítségével keresi "az igazit".
Alice találkozik Josh-sal, aki készen áll a kibékülésre. A férfi elmagyarázza, hogy valaki mással találkozgat, ami elkeseríti a lányt. Meg meggondolja magát, miközben egy kisbabára vigyáz, és úgy dönt, hogy saját gyermeket vállal egy spermadonor segítségével. Nem sokkal azután, hogy teherbe esik, Meg váratlanul összejön egy fiatalabb férfival, Kennel, miután Alice irodai karácsonyi partiján találkozott vele. A férfi beleszeret a lányba. A lány megpróbál szakítani vele, de a férfi továbbra is hódítja. Mivel úgy gondolja, hogy Ken túl fiatal ahhoz, hogy jövője legyen vele, Meg eltitkolja előle a terhességet.
Visszatérve Tom bárjába, Lucy-nak szörnyű randi sorozata van. Tom rájön, hogy érzéseket táplál iránta. Alice részt vesz egy kapcsolatépítő rendezvényen, ahol összejön egy David nevű férfival. Lucy már három hete kapcsolatban van Paullal, aki elárulja, hogy mással is találkozgat, azt hiszi, hogy ő is ezt teszi, és szakít vele. Lucy összeomlik önkéntes munkája során, amikor gyerekeknek olvas fel egy könyvesboltban. George, aki ott dolgozik, megnyugtatja őt, és kapcsolatuk kezdődik.
Alice és Robin részt vesznek Josh ünnepi partiján; Alice rájön, hogy nem tudja nézni Josht az új barátnőjével. Összefut Daviddel, aki megmutatja neki a Rockefeller Center karácsonyfájának privát kilátását, elkápráztatja, és összejönnek. Három hónappal később, amikor Alice David lányával, Phoebe-vel énekel, David dühös lesz rá, és emlékezteti, hogy nem ő Phoebe anyja. A felesége két évvel ezelőtt meghalt, és úgy véli, túl korai Phoebe-nek egy mostohaanya. Ennek következtében szakítanak.
Tom felháborodik Lucy és George kapcsolata miatt, és meghívja Alice-t egy italra. Megbeszélik a Josh és Lucy iránti érzelmeik miatti csalódottságukat, és együtt alszanak, hogy eltereljék a figyelmüket. Ken felfedezi, hogy Meg terhes, de szívesen segít felnevelni a gyermekét. A nő, attól tartva, hogy a férfi nem igazán elkötelezett, véget vet a kapcsolatuknak.
Alice születésnapi partijára Robin Alice tudta nélkül meghívja Tomot, Davidet és Josht, mert szerinte ez vicces lenne. Alice-t megrázza mindhárom férfi jelenléte. Tom bevallja érzéseit Lucynak, de a lány bejelenti, hogy eljegyezte George-ot. Josh közeledik Alice-hez, és csókolóznak, de abbahagyják, amikor a férfi elárulja a megdöbbent Alice-nek, hogy most már jegyben jár, és csak lezárni akarta vele a dolgot.
Az önkeresés vágyától felbátorodva Alice hazamegy. Taxija elüti Robint, aki a vajúdó Meg miatt próbálta megállítani a taxit. A kórházba sietnek, ahol Meg kislánynak ad életet. Ken meggyőzi őt, hogy folytassák a kapcsolatukat, míg Alice újrakezdi barátságát Robinnal. Alice elgondolkodik az egyedüllétről és az egyedüllétről. Meg és Ken együtt vannak, míg Robin folytatja régi szokásait. Tom megnyílik a nem alkalmi kapcsolatok lehetőségei előtt. Lucy hozzámegy George-hoz, David pedig beszélget a lányával az anyjáról. Végül Alice egyedül fedezi fel a Grand Canyont, hogy újév napján szemtanúja legyen a napfelkeltének: ez volt az álma, amiről mindig is álmodott.

## Szereplők
| Szereplő     | Színész          | Magyar hang            | Leírás                                                                                   |
| ------------ | ---------------- | ---------------------- | ---------------------------------------------------------------------------------------- |
| Alice Kepley | Dakota Johnson   | Földes Eszter          | Meg húga, Robin barátja és munkatársa.                                                   |
| Robin        | Rebel Wilson     | Kokas Piroska          | Alice barátja és munkatársa.                                                             |
| David Stone  | Damon Wayans Jr. | Dévai Balázs           | Alice volt szerelme.                                                                     |
| Tom          | Anders Holm      | Szatory Dávid          | Csapos.                                                                                  |
| Lucy         | Alison Brie      | Bogdányi Titanilla     | Az online társkeresést tudományosan kidolgozta, remélve, hogy megtalálja a lelki társát. |
| Josh         | Nicholas Braun   | Czető Roland           | Alice volt szerelme.                                                                     |
| Ken          | Jake Lacy        | Szabó Máté             | Meg szerelme.                                                                            |
| George       | Jason Mantzoukas | Horváth-Töreki Gergely | Abban a könyvesboltban dolgozik, ahol Lucy önkéntesként felolvas a gyerekeknek.          |
| Meg Kepley   | Leslie Mann      | Ruttkay Laura          | Alice testvére.                                                                          |
| Paul         | Colin Jost       | Jakab Márk             | Lucy volt szerelme.                                                                      |

### Magyar változat
- Felolvasó: Bozai József
- Magyar szöveg: Heltai Olga
- Hangmérnök: Márkus Tamás
- Rendezőasszisztens és vágó: Kajdácsi Brigitta
- Gyártásvezető: Kéner Ágnes
- Szinkronrendező: Dóczi Orsolya

A szinkront a Mafilm Audio Kft. készítette.

## A film készítése
A Liz Tuccillo regényének filmes jogait 2008-ban, a könyv megjelenésének évében vásárolták meg. Eredetileg Drew Barrymore-t szánták a rendezői posztra, azonban 2013-ban Christian Ditterre cserélték le.
A forgatás 2015. április 20-án kezdődött New Yorkban és 2015. június 25-én ért véget.